# Кобылнице
Кобылнице (словац. Kobylnice, русин. Кобылницї) — деревня и одноимённая община района Свидник Прешовского края Словакии. Располагается в исторической области Шариш на торговом пути из Венгрии в Польшу. Впервые упоминается в 1363 году.
Кобылнице — предполагаемое место рождения святого праведного Алексия Товта, одного из наиболее известных американских православных миссионеров. 24 сентября 2004 года в десятую годовщину со дня канонизации святого Алексия Православной Церковью в Америке (ПЦА) деревню посетил Предстоятель ПЦА — Митрополит Герман (Свайко).

## Население
| Год:                | 1994 | 2004 | 2014     | 2024     |
| ------------------- | ---- | ---- | -------- | -------- |
| Количество человек: | 100  | 109  | 98       | 85       |
| Разница:            |      | +9 % | −10,09 % | −13,26 % |